# Three Days Grace
Three Days Grace (ibland förkortat till 3DG eller TDG) är ett kanadensiskt post-grunge-band som bildades 1992 under namnet Groundswell. År 1995 splittrades Groundswell men år 1997 återförenades tre av medlemmarna under namnet Three Days Grace. 

## Medlemmar
- Matt Walst - sång
- Neil Sanderson - trummor och piano
- Brad Walst - basgitarr och bakgrundssång
- Barry Stock - gitarr
- (Adam Gontier före detta - sång och gitarr)

## Historia

### Vägen till framgång (1992-2003)
Adam, Brad och Neil var 14 år gamla när de startade bandet "Groundswell" år 1992. De hade träffat varandra genom skolan och det var när de kom in på ämnet musik som de kom underfund med att de gillade samma sorts musik. De började då träffas och spela tillsammans i varandras källare. Kort därefter slöt sig en fjärde medlem till Groundswell. Bandet uppträdde i bowlinghallar och andra mindre tillställningar. 1995 släppte de på egen hand albumet Wave Of Popular Feeling som innehöll singlarna Eddie, Poison Ivy och Stare. Dessvärre fick detta album ingen större framgång. År 1997 lämnade den fjärde bandmedlemmen bandet och bandet bytte namn till Three Days Grace, som var ett namn som Brad hade hört vid ett tidigare tillfälle och tyckte att det passade bra. Tre år senare, år 2000, flyttade bandet från den lilla staden Norwood (en liten stad öster om Peterborough i Ontario) till Toronto för att nå större framgång. Samma år släppte de en självbetitlad demo med tre spår. De träffade inom kort producenten Gavin Brown som hjälpte dem att producera deras självbetitlade debutalbum Three Days Grace som släpptes 2003.

### Three Days Grace (2003-2006)
För att ge Adam andrum på scenen och turnéerna tog de in gitarristen Barry Stock som en fjärde bandmedlem. Bandet begav sig på omfattande turnéer över framförallt Nordamerika för att stödja sitt debutalbum. Albumets huvudsingel I Hate (Everything About You) nådde förstaplatsen på både US Modern Rock- och US Mainstream Rock-listorna. På Kanadas rocklistor nådde den som bäst andraplatsen. Albumets andra singel Just Like You nådde också förstaplatsen i dessa listor och höll sig kvar i toppen i tre veckor. Just Like You var även först i de kanadensiska rocklistorna. Den tredje singeln Home släpptes 2005. Också den fick stor framgång och placerade sig som nummer två på US Mainstream Rock-listan. Wake Up blev också en singel år 2005, men endast i Kanada.
År 2004 vann Gavin Brown en Juno Award för sitt arbete med Three Days Grace och Try Honestly av Billy Talent. Three Days Grace var också nominerad i kategorin "New Group of the Year" (Årets nya grupp) men priset gick istället till Billy Talent.
År 2005 tog Adam in sig på rehabilitering på grund av sitt beroende av oxycontin på CAMH (Centre for Addictional and Mental Health) i Toronto. Under sin tid där skrev han många av låtarna på albumet One-X, däribland Animal I Have Become och Pain. En dokumentär med namnet Behind the Pain om Adams beroende var menad att släppas under 2007. Det är nu oklart hur det blir med denna dokumentär. Adam är fortfarande fri från missbruk.

### One-X (2006)
Den 31 mars 2006 släpptes Animal I Have Become, den första singeln på deras kommande album One-X. Den nådde förstaplatsen på både US Mainstream Rock (7 veckor) och US Modern Rock (2 veckor) listorna. Albumet One-X släpptes den 13 juni 2006 och sålde 78.000 exemplar under den första veckan. Till skillnad från debutalbumet kom inte One-X ut som svensk distributionsutgåva. Albumets andra singel Pain släpptes i september 2006. Den kom att bli bandets hittills mest framgångsrika singel då den nådde plats 44 på US Hot 100-listan, 11 placeringar bättre än I Hate (Everything About You). Pain stannade även på toppen av US Mainstream Rock i 13 veckor, och 4 veckor på US Modern Rock. Den tredje singeln Never Too Late släpptes i april 2007 och nådde förstaplatsen på US Mainstream Rock-listan (1 vecka).

### Life Starts Now (2009)
Från mars till augusti 2009 spelade Three Days Grace in sitt tredje album i The Warehouse Studio i Vancouver och i Los Angeles med producenten Howard Benson som tidigare har jobbat med Three Days Grace med deras tidigare album. Albumet Life Starts Now släpptes den 22 september 2009. Life Starts Now debuterade som nummer tre på Billboard 200, Three Days Grace högsta topplisteposition, och sålde 79.000 exemplar under sin första vecka. 

### Transit Of Venus och Gontiers avgång (2012-2013)
Den 5 juni 2012, samma dag som en Venuspassage så annonserade bandet att deras fjärde studioalbum skulle ha namnet Transit of Venus och att det skulle släppas den 2 oktober samma år. Den första singeln från albumet, "Chalk Outline" släpptes den 14 augusti.
Den 9 januari 2013 berättade bandet att sångare Adam Gontier hade lämnat bandet. Bandet beskrev Gontiers avgång som abrupt. Basist Brad Walsts bror, Matt Walst anslöt sig efter detta till bandet som ny sångare.

## Diskografi

### Album
- Wave Of Popular Feeling (som Groundwell) (1992)
- Three Days Grace (2003)
- One-X (2006)
- Life Starts Now (2009)
- Transit Of Venus (2012)
- Human (2015)
- Outsider (2018)

### Låtlista

#### Demo (2000)
- This Movie
- TV
- In Front Of Me
- My Own Life

#### Three Days Grace (2003)
- Burn
- Just Like You
- I Hate Everything About You
- Home
- Scared
- Let You Down
- Now or Never
- Born Like This
- Drown
- Wake Up
- Take Me Under
- Overrated
- Are You Ready (Från deluxe albumet)

#### One-X (2006)
- It's All Over
- Pain
- Animal I Have Become
- Never Too Late
- On My Own
- Riot
- Get Out Alive
- Let It Die
- Over and Over
- Time of Dying
- Gone Forever
- One X
- Running Away

#### Life Starts Now (2009)
- Bitter Taste
- Break
- World so Cold
- Lost in You
- The Good Life
- No More
- Last to Know
- Someone Who Cares
- Bully
- Without You
- Goin' Down
- Life Starts Now

#### Transit Of Venus (2012)
- Sign Of The Times
- Chalk Outline
- The High Road
- Operate
- Anonymous
- Misery Loves My Company
- Give In To Me
- Happiness
- Give Me a Reason
- Time That Remains
- Expectations
- Broken Glass
- Unbreakable Heart

#### Human (2015)
- Human Race
- Painkiller
- Fallen Angel
- Landmine
- Tell Me Why
- I Am Machine
- So What
- Car Crash
- Nothing's Fair In Love and War
- One Too Many
- The End Is Not the Answer
- The Real You

#### Outsider (2018)
- The Mountain

#### Övrigt
- I Don't Care (Apocalyptica ft. Adam Gontier)
- Perfect Dream
- The Chain